# Albert Leon Henne
Albert Leon Henne, genannt Al Henne, (* 24. März 1901 in Brüssel; † 1967) war ein belgisch-US-amerikanischer Chemiker.
Henne promovierte 1925 an der Universität Brüssel in Chemie und kam 1925 mit einem akademischen Austauschprogramm in die Vereinigten Staaten an das Massachusetts Institute of Technology. 1933 wurde er US-Staatsbürger. Ab 1931 war er Special Lecturer und Forschungsdirektor der Midgley Foundation an der Ohio State University (Abteilung Organische Chemie), ab 1938 Associate Professor und ab 1942 Professor.
Er arbeitete mit Thomas Midgley in den 1930er Jahren bei General Motors an der Entwicklung Arbeitsgasen für Kühlschränke, die nicht giftig und nicht so leicht entflammbar wie Propan sein sollten. Sie fanden die Lösung in Fluorchlorkohlenwasserstoffen, speziell Dichlordifluormethan (Freon).
Henne war Spezialist für organische Fluorverbindungen.